# Астерикс и Обеликс у Британији
Астерикс и Обеликс у Британији (фр. Astérix et Obélix : Au service de Sa Majesté) француска је филмска комедија из 2012. године. Режију потписује Лоран Тирар, по франшизи Астерикс Ренеа Госинија и Албера Идерзоа. Наставак је филма Астерикс на Олимпијади (2008) и четврти део филмског серијала Астерикс.
Премијерно је приказан у септембру 2012. године у 3D формату. Добио је углавном негативне критике и остварио комерцијални неуспех. Након више од 10 година паузе, наставак Астерикс и Обеликс: Средње краљевство биће приказан 2023. године.

## Радња
Година је 50. п. н. е. а Цезар је гладан нових освајања. Као вођа славних легија, одлучиће да нападне острво које се налази на самом крају познатог света, мистериозну земљу под именом Британија. Победа је брза и загарантована. Међутим, једно малено село успева да се одбрани, али снага мештана полако јењава, па ће Корделија, краљица Британаца, одлучити да пошаље верног официра Одмереникса да потражи помоћ од Гала, у још једном маленом селу које је познато по свом отпору према најезди Римљана.
У том селу, Астерикс и Обеликс већ имају пуне руке посла. Њихов старешина им је поверио задатак да од Плашивикса, његовог досадног нећака који је недавно дошао из Лутеције, направе правог мушкарца. А њихов задатак није ни приближно завршен. Кад Одмереникс дође по помоћ, Гали одлучују да му дају буре с њиховим чувеним магичним напитком. Астерикс и Обеликс морају да га испрате до Британије, заједно са Плашивиксом.

## Улоге
| Глумац         | Улога            |
| -------------- | ---------------- |
| Едуар Бер      | Астерикс         |
| Жерар Депардје | Обеликс          |
| Фабрис Лукини  | Гај Јулије Цезар |
| Катрин Денев   | Корделија        |